# Les Joyeux Mécaniciens
Pour plus de détails, voir Fiche technique et Distribution.
Les Joyeux Mécaniciens (Mickey's Service Station), sorti le 16 mars 1935, est un dessin animé de Mickey Mouse produit par Walt Disney pour United Artists. Ce film est connu pour voir le premier trio Mickey Mouse, Donald Duck et Dingo.

## Synopsis
Mickey, Donald et Dingo tiennent un garage. Un client furieux, Pat Hibulaire, arrive alors et leur ordonne de réparer, en 10 minutes, sa voiture qui émet d'étranges couinements. Les trois amis se mettent au travail qui consiste plus à mettre la voiture en pièces détachées que de l'examiner.
Mickey trouve l'origine du problème : un grillon qui s'était logé dans l'une des chambres à air d'un pneu. Mais les 10 minutes passent et la voiture est complètement détruite. Les amis tâchent alors de la réparer comme ils peuvent, avec maladresses et gags à la clé.

## Fiche technique
- Titre original : Mickey's Service Station
- Autre titre :
  - France : Les Joyeux Mécaniciens
- Série : Mickey Mouse
- Réalisateur : Ben Sharpsteen
- Animateur : Milt Kahl
- Voix : Walt Disney (Mickey), Clarence Nash (Donald), Pinto Colvig (Dingo), Billy Bletcher (Pat)
- Producteur : Walt Disney, John Sutherland
- Distributeur : United Artists
- Date de sortie : 16 mars 1935[1]
- Format d'image : Noir et Blanc
- Musique : Leigh Harline
- Durée : 7 min
- Langue : (en)
- Pays :  États-Unis

## Commentaires
C'est la première apparition du trio Mickey, Donald et Dingo.
Le trio est dans une situation similaire dans Le Déménagement de Mickey (1936), Nettoyeurs de pendules (1937), Les Revenants solitaires (1937), La Remorque de Mickey (1938) et la séquence Mickey et le Haricot magique de Coquin de printemps (1947).